# 경기로
경기로(京畿路)는 송나라에서 설치한 로중 하나로 송의 수도인 카이펑 일대를 관할하고 있었다. 하나의 행정 구역인 '개봉부' 하나로 되어있기 때문에 개봉부(開封府)라고 불리기도 했다. 숭녕 연간에는 261,117호, 442,940명의 주민들이 살았으며 총 16개현을 관할했다. 정강의 변으로 송나라가 금나라에게 화북 지방을 상실한 뒤, 송나라에서 경기로는 폐지되었고 금나라는 새로이 설치된 남경로의 일부로 삼았다.
| 현명   | 한자   | 대략적 위치                      | 비고 |
| ------ | ------ | -------------------------------- | --- |
| 개봉현 | 開封縣 | 카이펑 시                        | 송나라의 수도가 있던 곳이다.                                                                              |
| 상부현 | 祥符縣 | 카이펑 시 샹푸 구                | 동위에서 준의현으로 삼던 곳이다.                                                                          |
| 위씨현 | 尉氏縣 | 카이펑 시 웨이스 현              | |
| 진류현 | 陳留縣 | 카이펑 시 샹푸 구 진류진(陳留鎮) | 중화인민공화국 건국초기에 폐지되었다.                                                                     |
| 옹구현 | 雍丘縣 | 카이펑 시 치 현                  | |
| 봉구현 | 封丘縣 | 신샹 시 펑추 현                  | |
| 중모현 | 中牟縣 | 정저우 시 중무 현                | 1121년(선화 3년), 주왕성(紂王城)을 청양성(靑陽城)으로 바꿨다.                                             |
| 양무현 | 陽武縣 | 신샹 시 위안양 현                | |
| 연진현 | 延津縣 | 신샹 시 옌진 현                  | 1117년(정화 7년)에 산조현(酸棗縣)을 지금의 이름으로 고쳤다.                                               |
| 장원현 | 長垣縣 | 신샹 시 창위안 현                | 수나라 광성현(匡城縣)이 있던 곳이다. 학구현(鶴丘縣)이라고 했다가 지금의 이름으로 바꿨다.                  |
| 동명현 | 東明縣 | 카이펑 시 란카오 현 서           | 본래 동명진(東明鎭)이던 것을 963년(건덕 원년)에 현으로 격상시켰다.                                        |
| 부구현 | 扶溝縣 | 저우커우 시 푸거우 현            | |
| 언릉현 | 焉陵縣 | 쉬창 시 옌링 현                  | |
| 고성현 | 考城縣 | 상추 시 민취안 현 서             | 1105년 공주(拱州)의 속현으로 뒀다가 1110년(대관 4년)에 개봉부로 옮겼다.                                   |
| 태강현 | 太康縣 | 저우커우 시 타이캉 현            | 본래 개봉부의 속현이었는데, 1120년(선화 2년)에 공주(拱州)의 속현으로 두었다가 4년 뒤에 개봉부로 돌아왔다. |
| 함평현 | 咸平縣 | 카이펑 시 퉁쉬 현                | 본래 진류현에 속했던 통허진(通許鎭)이던 것을 1002년(함평 5년)에 현으로 격상시켰다.                        |